# Reckless Love (album)
Reckless Love è l'album di debutto del gruppo musicale finlandese Reckless Love, seguito da una Cool Edition il 19 dicembre dello stesso anno.

## Tracce
1. Feel My Heat
2. One More Time
3. Badass
4. Love Machine
5. Beautiful Bomb
6. Romance
7. Sex
8. Back To Paradise
9. So Yeah!
10. Wild Touch
11. Born To Rock